# Australosymmerus bifasciatus
Australosymmerus bifasciatus är en tvåvingeart som först beskrevs av Samuel Wendell Williston  1900.  Australosymmerus bifasciatus ingår i släktet Australosymmerus och familjen hårvingsmyggor. Inga underarter finns listade i Catalogue of Life.